# Valgelon-La Rochette
Valgelon-La Rochette község Franciaország Auvergne-Rhône-Alpes régiójában, Savoie megyében. Új községként 2019. január 1-jén jött létre La Rochette és Étable község egyesítésével. A korábbi községek egyesülésekor az új község lélekszáma 4187 fő lett. Lakosainak száma 4185 fő (2022. január 1.).

## Népesség
| Lakosok száma | 4111 | 4150 | 4160 | 4175 | 4180 | 4185 |
|               | 2017 | 2018 | 2019 | 2020 | 2021 | 2022 |